# Primorsk (Krasnoiarsk)
|  | Per a altres significats, vegeu «Primorsk». |

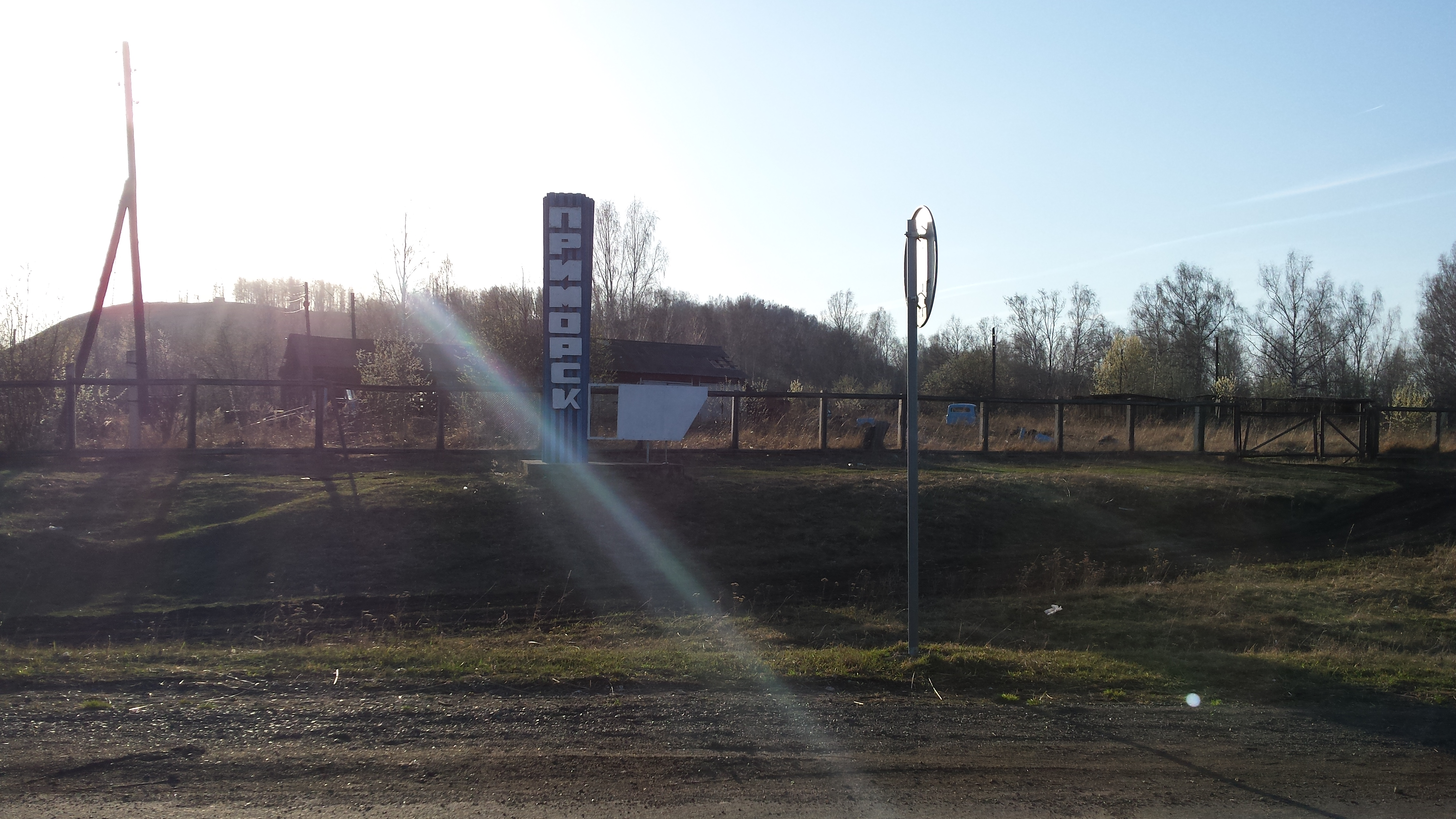
Entrada del poble.

Primorsk (en rus: Приморск) és un poble (un possiólok) del krai de Krasnoiarsk, a Rússia, que en el cens del 2010 tenia 1.696 habitants. Pertany al districte de Balakhtà.